# Club Deportivo Universitario San Francisco Xavier
|  | No s'ha de confondre amb Universitario. |

El Club Deportivo Universitario San Francisco Xavier, més conegut com a Universitario de Sucre, és un club de futbol bolivià de la ciutat de Sucre. El club és propietat de la Universitat Pontifícia Sant Francesc Xavier de Chuquisaca.
El club va néixer el 5 d'abril de 1962 amb el nom de Medicina. Més tard esdevingué Club Universitario.

## Palmarès
- Campionat bolivià de futbol:[4]
  - 2008 Apertura, 2014 Clausura

- Copa Simón Bolívar (segona divisió):[5]

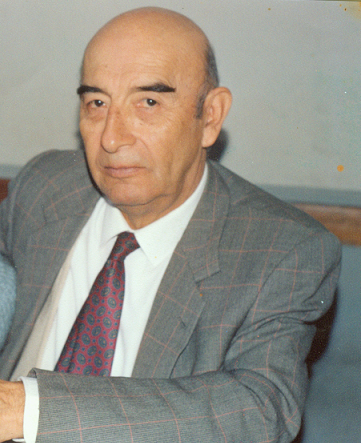
Carlos Tellez, un dels fundadors del club.

  - 2005